# Ion Negoițescu
Ion Negoițescu (n. 10 august 1921, Cluj, România – d. 6 februarie 1993, München, Germania), poreclit în cercul de prieteni Nego, a fost un poet, eseist, critic și istoric literar român, unul dintre liderii Cercului Literar de la Sibiu.
După cel de-Al Doilea Război Mondial, atitudinile anticomuniste și disidente ale lui Negoițescu, dar și orientarea lui sexuală au făcut din el un adversar al regimului Ceaușescu. Marginalizat și cenzurat, a petrecut trei ani închis la Jilava din motive politice. În cele din urmă, într-un episod de liberalizare la sfârșitul anilor 1960, Negoițescu a continuat să vorbească deschis împotriva restricțiilor politice, intrând în vizorul agenților de la Securitate. În 1977 s-a alăturat protestului lui Paul Goma și Ion Vianu împotriva regimului Ceaușescu, dar a fost forțat să se retragă. În următorii ani, a luat calea străinătății, stabilindu-se definitiv în Germania de Vest, unde a contribuit la Radio Europa Liberă și multe alte publicații anticomuniste, activând de asemenea și ca editor la reviste literare pentru comunitățile de români din diaspora.
Deși s-a căsătorit de trei ori, s-a simțit toată viața singur și neînțeles într-o lume în care a fost nevoit să-și ascundă orientarea sexuală pentru a putea supraviețui. De-a lungul vieții a avut patru tentative de suicid: în adolescență, din cauza lipsei de comunicare cu părinții, în 1961, ca deținut politic, în 23 august 1974 (zi aleasă simbolic), în semn de protest față de cenzura care nu îi permitea să își publice cărțile și în 1977, după ce se solidarizase cu Paul Goma și fusese anchetat într-un mod brutal și umilitor de Securitate.

## Biografie

### Copilăria și adolescența
Este fiul lui Ioan Negoițescu, ofițer de carieră, și al Lucreției Negoițescu (născută Cotuțiu), fiica unui preot ortodox, memorandist. Precocitatea sexuală și homosexualitatea i-au răvășit copilăria, făcându-l să descopere că nu este un om-standard. A urmat cursurile liceelor "George Barițiu" (1935–1940) și "Constantin Angelescu" din orașul natal, precum și ale liceului de la Aiud, pe care le-a încheiat în 1940. Licean fiind, s-a simțit atras, temporar, de mișcarea legionară. A devenit parte a mișcării legionare mai târziu, pe vremea când era student la Sibiu. Despre această perioadă, scriitorul amintește cu ironie în Straja dragonilor și o numește "fanatism".

### Cercul literar de la Sibiu
În anul 1937 a debutat cu versuri, publicate în revista clujeană Națiunea română. În 1941 a publicat primul său volum, Povestea tristă a lui Ramon Ocg, mic roman suprarealist, unde se întrevede metaforismul fastuos-serafic al viitoarei sale exegeze eminesciene. Ca student al Facultății de Litere și Filosofie din Cluj (1941–1946), s-a refugiat, odată cu această instituție, la Sibiu, după pronunțarea Dictatului de la Viena. Poetul s-a arătat foarte critic la adresa conducerii de atunci a României, care acceptase pasiv dezmembrarea țării. El scria peste ani în Straja Dragonilor: "A nu fi luptat nici în Răsărit, nici în Apus, la momentul în care ce este eroic și tragic trebuie neapărat să își spună cuvântul, aveam s-o plătim scump, în straturile morale, vreme de generații". A devenit, ca și alți studenți ai filosofului și poetului Lucian Blaga – Radu Stanca, Ion Desideriu Sârbu, Cornel Regman, Ștefan Augustin Doinaș, Nicolae Balotă, Eugen Todoran – membru al Cercului literar de la Sibiu. În numele grupării, a redactat celebra scrisoare deschisă către Eugen Lovinescu, semnată cu pseudonimul Damian Silvestru și publicată la 13 mai 1943 în ziarul bucureștean Ziua, aflat sub conducerea lui Liviu Rebreanu. Câteva rânduri anunță, dar și explică mesajul celebrului Manifest al Cercului Literar:
„Critica literară pe traiectoria estetică, și însumând în chip fericit tehnica științifică cu aceea a artistului, iată ce a dat E. Lovinescu tinerei noastre culturi. O contopire de calități, gust artistic, informație vastă și profundă, talent de artist al artistului, totul armonios iluminat de o sănătoasă inteligență. E. Lovinescu a creat stilul critic românesc, a dat urmașilor săi scule fine pentru analiza critică a fenomenului literar.”
Scrisoarea, gest de solidarizare cu Eugen Lovinescu, promotor al democrației și apărător al preeminenței criteriului estetic în evaluarea literaturii, a provocat indignarea vehementă a publicațiilor naționaliste, care i-au acuzat pe tinerii de la Sibiu de antiromânism ("trebuie să li se înscrie patriotismul cu biciul pe coșul pieptului", scria ziarul Țara). Ion Negoițescu a fost redactor al revistei Cercului literar pe tot parcursul publicării acesteia, în perioada ianuarie–iunie 1945. După întoarcerea Universității clujene la matcă, încearcă, în 1946, să lanseze aici revista Euphorion, "caiet de critică și poezie editat de Cercul Literar". În 1947 a obținut Premiul scriitorilor tineri al Fundațiilor Regale pentru volumul aflat în manuscris Poeți români.

### Perioada comunistă
În perioada 1948–1952 a fost bibliotecar la filiala din Cluj a Academiei Române. În 1956 revine în publicistica literară, dar în 1958 este acuzat de estetism și „demascat” în Scânteia pentru tentativă de „subminare a bazelor literaturii socialiste”. Din 1961 până în 1964 este încarcerat la Jilava sub pretextul compilării unei antologii care includea poeți interziși de regim. După eliberare, a lucrat ca redactor la Luceafărul (1965–1967) și Viața Românească (1968–1971). Volumul Poezia lui Eminescu, scris încă din 1953, i-a apărut abia în 1967, când cenzura comunistă a fost, pentru scurt timp, mai îngăduitoare. În februarie 1968 a publicat, în revista orădeană Familia, sumarul unei proiectate Istorii a literaturii române, care a suscitat numeroase controverse. Proiectul său contesta valorile acceptate și deja bine înrădăcinate în istoriile literare oficiale și în manualele școlare. Nu doar că a descris anii 1948–1955 ca pe un „vid istoric”, dar, mai mult, a omis scriitori de marcă ai realismului socialist precum Eusebiu Camilar, Valerian Gălan sau Remus Luca. S-a asigurat că va deveni o țintă pentru instituția literară prin clasificarea romanelor lui Eugen Barbu, Marin Preda și Zaharia Stancu ca „literatură de tranziție”. Echipa ziarului Scânteia a pus la îndoială valoarea științifică a proiectului, în timp ce Luceafărul, al cărui editor era chiar Eugen Barbu, și-a exprimat dezamăgirea față de subestimarea literaturii anilor '50 și supraestimarea scriitorilor tineri din anii '60. Proiectul său nu a fost dus la bun sfârșit.
Pe 23 august 1974, Negoițescu a încercat să se sinucidă printr-o supradoză de medicamente. Motivul tentativei este controversat. Potrivit apropiaților săi, Negoițescu era disperat din cauza cenzurii comuniste, care tocmai refuzase să-i publice un volum de critică, Lampa lui Aladin. Sinuciderea ar fi fost gândită de critic ca un gest de protest la adresa regimului, dovadă fiind și ziua simbolic aleasă. Într-un document aflat în dosarul de informator al unui scriitor prieten cu Negoițescu, denunțat și el ca homosexual în 1977, se spune că motivul ar fi fost o cerere respinsă de a pleca în Belgia, „la un congres al suprarealiștilor”. Din cele spuse de Petru Romoșan – presupus partener al lui Negoițescu – în declarația dată la Miliție în 1977, sinuciderea ar fi fost însă aleasă de Negoițescu ca soluție preventivă pentru a scăpa de arestarea pentru homosexualitate, condamnată de Codul Penal de atunci prin articolul 200. Ca urmare a tentativei, ar fi stat internat la Spitalul din Balotești, unde a fost vizitat de mai mulți scriitori.
La 3 martie 1977 s-a solidarizat, printr-o scrisoare deschisă, difuzată de postul de radio Europa Liberă, cu Paul Goma; autoritățile comuniste, de teama unui scandal internațional, în acea perioadă de „détente”, nu i-au intentat un proces penal de atentat la securitatea statului, mărginindu-se să-l atace pentru homosexualitatea sa manifestă: „Vocația uranistă am făcut-o publică încă de student” (Straja dragonilor). Aceste presiuni l-au făcut pe Negoițescu să revină asupra opiniilor exprimate, publicând în revista România literară un text de „spălare a păcatelor”, Despre patriotism, în care își retrăgea afirmațiile inițiale. În 1978 îi apare Un roman epistolar, conținând corespondența sa, masiv epurată de cenzură, cu Radu Stanca, unde se află și teoria euforionismului.

### Exilul și moartea

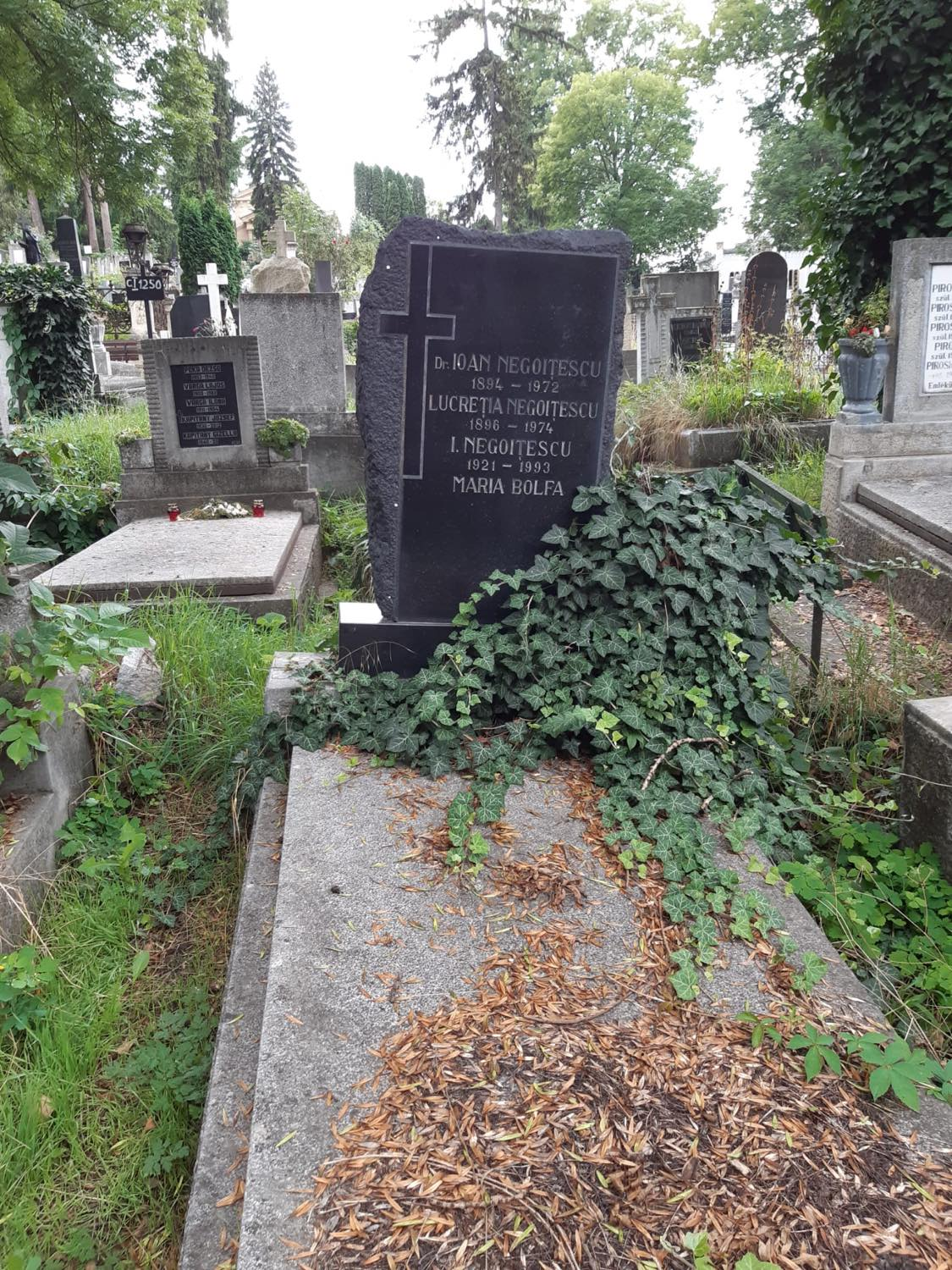
Piatra funerară din Cimitirul Central din Cluj-Napoca

A plecat în 1980 în Germania, cu o bursă de cercetare asupra operei lui Dostoievski. A locuit la Köln și a ținut un curs de literatură română la Universitatea din Münster (1982–1983). S-a stabilit definitiv la München. După ce a obținut azilul politic, Negoițescu s-a mai întâlnit cu soția în Occident, în 1984, însă „a suspectat-o că este informatoare”. A coordonat Caietul de literatură al revistei Dialog de la Dietzenbach. Colaborează constant la posturile de radio BBC, Europa Liberă și Deutsche Welle cu texte politice (adunate, ulterior, în volumul În cunoștință de cauză, 1990) și, mai ales, cu sinteze critice și cronici literare, strânse apoi în volumul Scriitori contemporani (1994). Istoria literaturii române a fost publicată în 1991, la Editura Minerva din București, într-un proiect care ar fi trebuit să rivalizeze cu opera similară a lui George Călinescu, dar cartea a fost considerată o cădere. Negoițescu se referă doar la literatura română scrisă în perioada 1800–1945; cartea sa, deși are o structură fragmentară, cuprinde foarte multe pasaje inspirate.
În ultimii ani de viață a început să-și scrie Autobiografia, despre care credea că va fi marea lui operă, obsedat de gândul că nu va avea timp să o ducă la bun sfârșit. „Singurul eșec care mă mai poate aștepta” – se confesa el în 1991 Martei Petreu – „este acela de a muri înainte de a-mi termina Autobiografia”. A murit la 6 februarie 1993, la München.
Ion Negoițescu este înhumat în Cimitirul Central din Cluj-Napoca (Parcela IC, nr. 1230).

### Straja dragonilor
Autobiografia sa, intitulată Straja dragonilor, îi apare la un an după moartea sa, provocând puternice controverse într-o epocă în care orientarea homosexuală era tratată drept o delincvență socială, morală și juridică și marchează epoca drept primul om important de cultură română care se autoanalizează fără menajamente și își portretizează experiențele homosexuale într-o perioadă sufocantă prin falsitate și ideologizare cvasitotală până și în spațiul vieții private.
Din autobiografia sa a reușit să încheie numai primele două capitole, Rochia de bal și Convocat la director, care au apărut postum, sub titlul Straja dragonilor, în 1994, la inițiativa și cu concursul poetei Marta Petreu (Rodica Marta Vartic) și sub atenta îngrijire a criticului Ion Vartic. În cele două eseuri, scrise la prima mână, autorul își descrie cu deplină sinceritate experiențele homoerotice din primii 19 ani de viață, revelate mai întâi prin interacțiile cu ordonanțele tatălui. A lăsat posterității un jurnal scris în maniera lui Gide care, potrivit afirmațiilor legatarului său testamentar, poetul și publicistul Emil Hurezeanu, reprezintă opera sa fundamentală, dar care nu va putea fi publicat decât după 30 de ani de la moartea scriitorului.
Datorită anvergurii personalității sale culturale, reușește să umanizeze într-o măsură importantă subiectului homosexualității, complet absent din peisajul public comunist și tratat de către presa postcomunistă drept un subiect exotic, senzaționalist și scandalos din punct de vedere moral. Cartea în cauză devine probabil cea mai importantă producție culturală a sa prin forța scriiturii și impactul său civic, reprezentând o pledoarie pentru civilitate și incluziune a persoanelor LGBT într-o Românie care încă își trata grupurile minoritare în regim discriminatoriu și de oprobriu social generalizat.

## Viața personală
A fost căsătorit de trei ori. Prima căsătorie, cu o profesoară, Octavia Noghia, avusese loc înainte de a face pușcărie patru ani, pe motive politice. La câțiva ani după eliberarea de la Jilava, unde, în 1963, a devenit formal informator (calificat în această calitate ca "mediocru" și abandonat în final), Ion Negoițescu s-a căsătorit a doua oară cu Aurelia Ionescu, ce i-a fost soție până în 1977. A treia soție, Ileana Vidrașcu, zisă Ua, era fiica lui Gheorghe Vidrașcu, fost ilegalist, apoi nomenclaturist de frunte, care a deținut printre alte funcții și pe cele de vicepreședinte al Consiliului de miniștri și primar al Ploieștiului. Relația lui Negoițescu cu Ua s-a încheiat în momentul în care acesta s-a decis să rămână, în 1983, în Occident.
Negoițescu a avut o relație intimă de lungă durată cu poetul Petru Romoșan, la acea vreme în vârstă de doar 17 ani și jumătate, venit la București pentru a-și petrece o parte din vacanță cu Negoițescu. În transcrierile din vara anului 1974, când relația dintre celebrul critic și tânărul poet a atins apogeul, apare inițial personajul numit "nepotul lui Negoițescu", după cum îl prezentase criticul prietenului său, scriitorul și compozitorul Wolf Aichelburg. Relațiile intime ale lui Negoițescu au fost urmărite minut cu minut de Securitate. În apartamentul pe care acesta îl deținea pe Calea Victoriei, nr. 2 erau implantate microfoane, fiind de asemenea urmărite și convorbirile lui telefonice. Trei ani mai târziu, Romoșan este forțat să-i denunțe la Miliție pe Negoițescu și alți patru scriitori. Denunțul a fost însă doar un pretext pentru arestare și anchetare, după ce își exprimase adeziunea față de "mișcarea Goma" printr-o scrisoare citită de la microfonul Europei Libere și în care vorbea despre "exilul interior al atâtor scriitori de valoare, ale căror cărți nu mai ajung să fie scrise din descurajare". Dintr-o declarație olografă dată de Romoșan pe 22 martie 1977 se subînțelege că relația acestuia cu Negoițescu a fost o greșeală. În aceeași declarație îl cataloga pe Negoițescu drept "trădător de țară", pentru ca într-o discuție din 2006 cu ziarul Cotidianul să spună că "Ion Negoițescu a fost omul serviciilor secrete". În Viața unui om singur, Adrian Marino relatează că Petru Romoșan îl șantaja de bani pe Negoițescu, uneori sumele ajungând chiar și la 4.000–5.000 de lei. Negoițescu și ceilalți scriitori gay au scăpat de condamnare prin intervenția scriitorului Ștefan Augustin Doinaș, deconspirat după '90 drept colaborator al Securității. Mai întâi a început să strângă semnături de susținere pentru Negoițescu de la colegi de breaslă, pe care a și reușit să-i adune la Uniunea Scriitorilor în semn de protest pentru arestarea lui Negoițescu. Apoi a intervenit direct la Cornel Burtică, secretar al Comitetului Central al PCR și viceprim-ministru, cu care avea o relație apropiată.

## Opere

### Critică și istorie literară
- Despre mască și mișcare, 1944
- Scriitori moderni, 1966
- Poezia lui Eminescu, 1968
- E. Lovinescu, 1970
- Însemnări critice, 1970
- Lampa lui Aladin, 1971
- Engrame, 1975
- Analize și sinteze, 1976
- Alte însemnări critice, 1980
- Istoria literaturii române, vol. I (1800–1945), 1991
- Scriitori contemporani, 1994
- De la "elanul juvenil" la "visatul Euphorion". Publicistică de tinerețe: 1938–1947, 2007

### Proză și poezie
- Povestea tristă a lui Ramon Ocg, 1941
- Sabasios, 1968
- Poemele lui Balduin de Tyaormin, 1969
- Moartea unui contabil, 1972
- Viața particulară (poezii și aforisme), 1977
- Primăvara elvețiană și alte proze, 1999

### Corespondență, memorialistică
- Un roman epistolar (corespondența lui I. Negoițescu cu Radu Stanca, 1945–1961), 1978 (versiune digitală Arhivat în 22 decembrie 2017, la Wayback Machine.)
- Straja dragonilor, 1994
- Ora oglinzilor (pagini de jurnal), 1997
- Dialoguri după tăcere (scrisori către S. Damian), 1998

### Texte politice
- În cunoștință de cauză, 1990